# NGC 1048
NGC 1048 é uma galáxia espiral barrada (SB0-a) localizada na direcção da constelação de Cetus. Possui uma declinação de -08° 32' 01" e uma ascensão recta de 2 horas, 40 minutos e 37,9 segundos.
A galáxia NGC 1048 foi descoberta em 10 de Novembro de 1885 por Lewis A. Swift.